# 寸茂鸿
寸茂鸿（1955年—），云南腾冲人，汉族，中华人民共和国政治人物、第十二届全国人民代表大会云南地区代表。
毕业于中国书画函授大学书法专业。加入中国致公党。2013年，担任全国人大代表。